# Aeschynanthus madulidii
Aeschynanthus madulidii är en tvåhjärtbladig växtart som beskrevs av Mendum. Aeschynanthus madulidii ingår i släktet Aeschynanthus och familjen Gesneriaceae. Inga underarter finns listade i Catalogue of Life.